# Cala Llombards

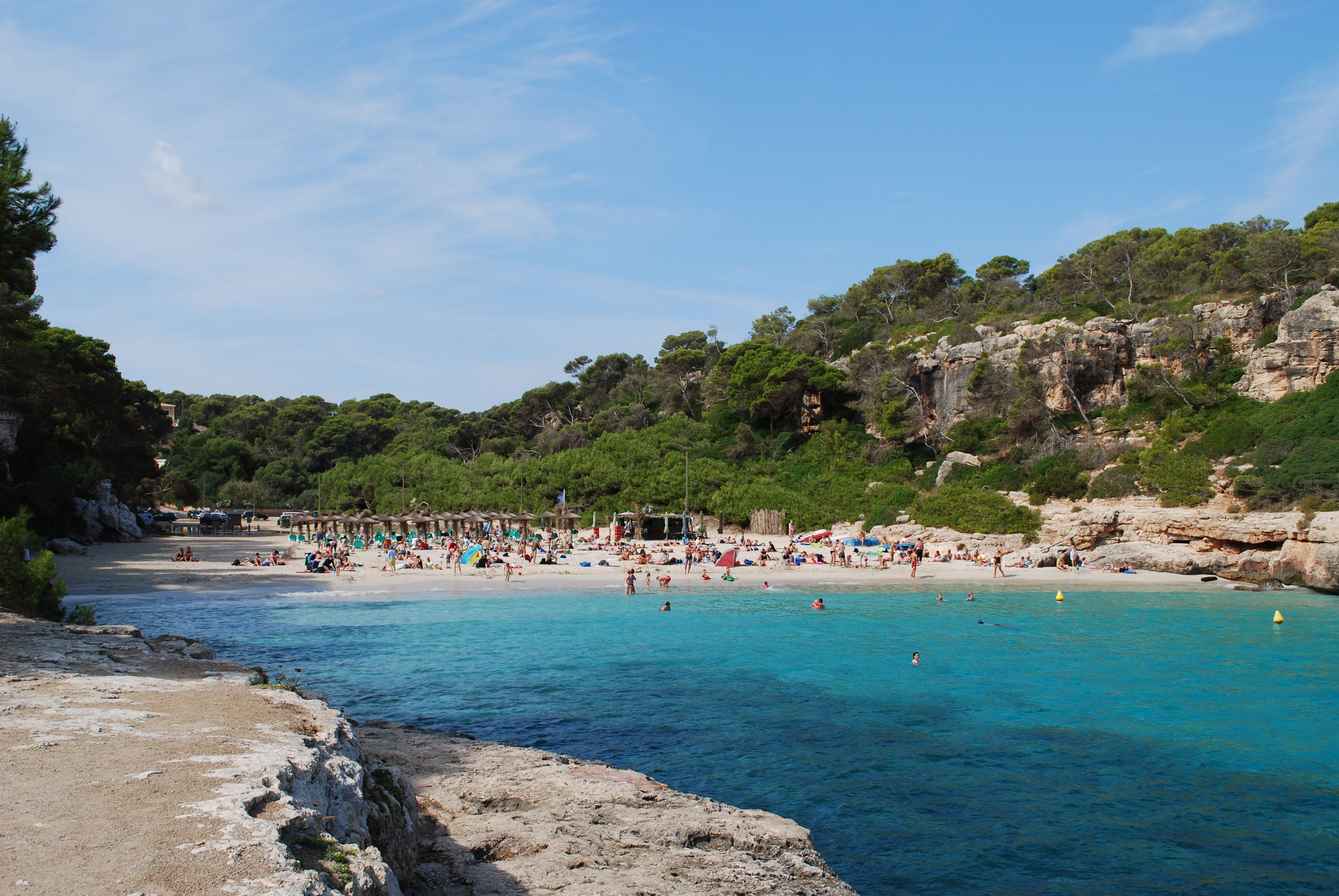
Cala Llombards

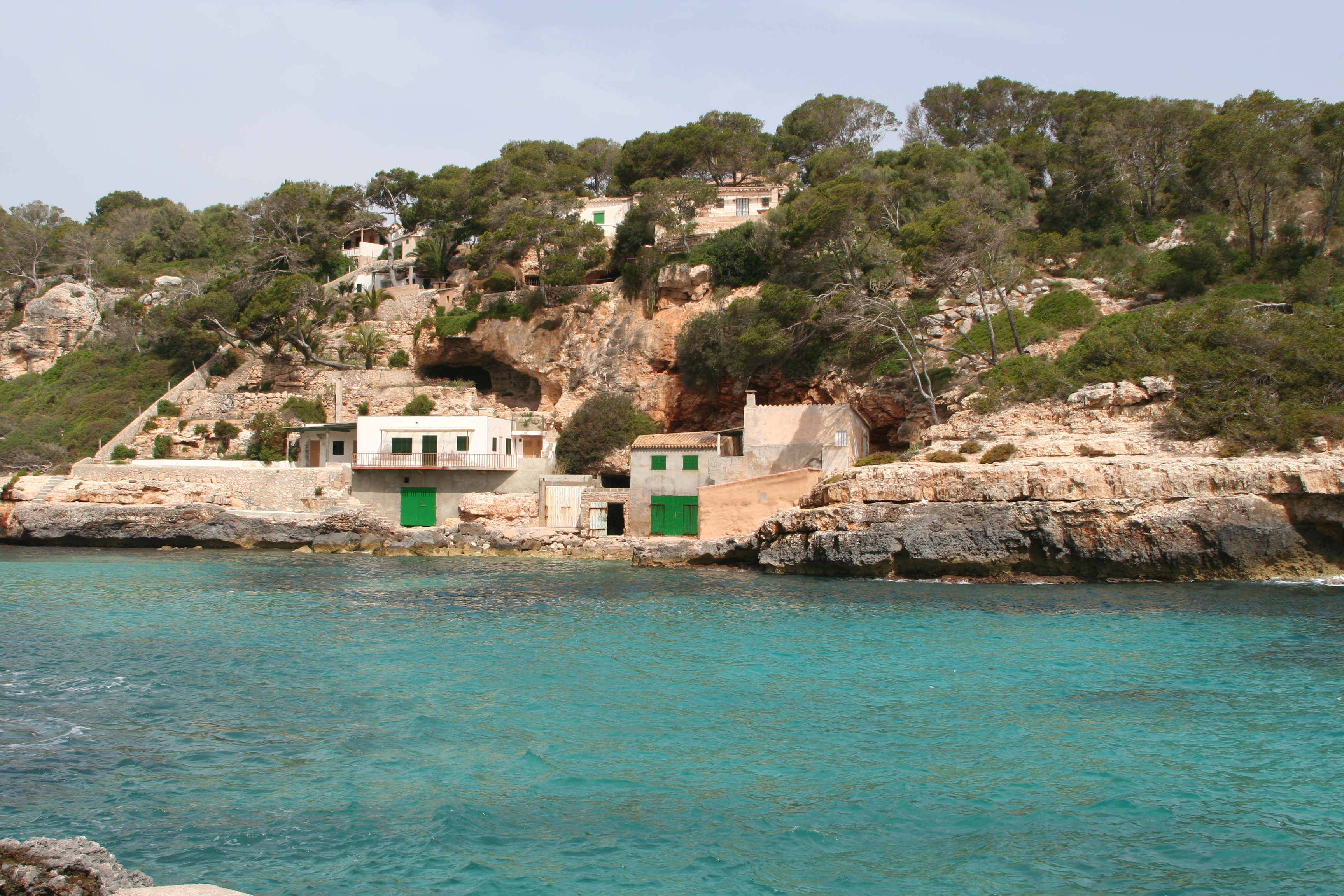
Una altra vista de cala Llombards

Cala Llombards és una cala molt encaixada i arenosa del terme de Santanyí, a la costa de Llevant de Mallorca. Com la majoria de cales està formada per l'erosió d'un torrent, en aquest cas pel torrent de Son Morlà, curs d'aigua intermitent de tan sols 2,1 quilòmetres de recorregut, i forma part d'un conjunt de cales que, de nord a sud, comencen amb el Caló de ses Agulles, Cala Santanyí, es Caló des Macs i finalment Cala Llombards. Entre aquest conjunt de cales, cap al nord, hi trobam el nucli costaner tradicional de Cala Figuera, a aproximadament dues milles, i cap al sud, després d'una milla i mitja més, el conjunt de cales de s'Almunia.
Cala Llombards és una cala encaixada, amb parets verticals gratades a un penya-segat sedimentari bastant inestable, com tota la costa est de Santanyí. Al fons de la cala s'hi estén una petita platja, d'uns 150 metres d'amplada per 55 de llargada, d'arena blanca i molt fina. Les seves aigües són cristal·lines i transparents, i es troba oberta cap a l'est i sud-est, i per tant, és la menys arrecerada de tot el conjunt de cales de Santanyí. Sovint s'hi acumulen, però, diferents contaminants flotants.
Molt a prop hi ha un dels monuments naturals més emblemàtics de Santanyí i de tota l'illa, conegut com es Pontàs, un formidable arc natural de roca envoltat d'aigua per tots els costats de 100 metres de longitud per 22 d'alçada. Des de cala Llombards, però, l'arc queda alineat i, per tant, sembla un simple escull.
Cala Llombards ha estat tradicionalment un petitíssim nucli d'estiueig dels habitants del proper llogaret d'es Llombards, d'on en prové el nom. Als anys 70 i 80, però, patí una intensa urbanització de baixa qualitat i poc planificada, que la convertí en un nucli d'estiueig poc atractiu. Actualment té 172 habitants censats. Els estuejants locals són minoria, i els nombrosos propietaris dels xalets de la urbanització solen omplir la petita platja, que disposa de tota mena de serveis, inclús zona d'aparcament gratuït al peu de la platja.
L'il·lustre poeta santanyiner Blai Bonet li dedicà un dels seus poemes, en què fa referència a aquest procés urbanitzatiu, que comença dient "Qui t'ha vist i qui te veu, cala enyorívola".